# Карабахская шикесте
«Карабахская шикесте» или «Карабах шикестеси» (азерб. Qarabağ şikəstəsi, Гарабағ шикәстәси) — один из ритмических азербайджанских мугамов. Представляет собой сегях на основе макама. Музыкальный размер — 2/4. Исполняется в тяжёлом темпе. После каждого куплета, спетого певцом, исполняется различная мелодия (инструментальный эпизод). Считается одной из наиболее популярных «шикесте» — лирических протяжённых песен.
«Карабахская шикесте» была использована в опере «Асли и Керем» Узеира Гаджибекова, «Шах Исмаил» Муслима Магомаева, «Шахсенем» Рейнгольда Глиэра. Мелодия из этого мугама звучит при въезде на станцию метро «28 мая» в Баку.
Считается, что «Карабах шикестеси» с особым блеском исполнял народный артист Азербайджанской ССР Хан Шушинский (слушать мугам в исполнении Хана Шушинскогоо файле).